# Obwód Fier
Obwód Fier (alb.: qarku i Fierit) – jeden z dwunastu obwodów w Albanii.
W skład obwodu wchodzą okręgi: Fier, Lushnja i Mallakastra. Stolicą obwodu jest Fier.
W 2011 roku według spisu ludności w obwodzie zamieszkiwało 310 331 mieszkańców. Wśród nich było 77,71% Albańczyków, 0,11% Greków, 0,01% Macedończyków, 0,50% Arumunów, 0,53% Romów, 0,02% Egipcjan, 19,70% ludności nie udzieliło odpowiedzi. Muzułmanie stanowili 48,52%, bektaszyci 1,01%, katolicy 1,98%, ewangelicy 0,11%, prawosławni 13,76%, ateiści 3,61%; odpowiedzi nie udzieliło 20,93% ludności.